# Relhania fruticosa
Relhania fruticosa là một loài thực vật có hoa trong họ Cúc. Loài này được (L.) K.Bremer miêu tả khoa học đầu tiên năm 1976.